# Zhang Ruoxu
Pour les articles homonymes, voir Zhang.
Dans ce nom chinois, le nom de famille, Zhang, précède le nom personnel.
Zhang Ruoxu (chinois : 张若虚 ; EFEO : Tchang Jo-hiu) est un poète chinois, né en 660, mort après 720.
On ne connaît que peu de choses de la vie de Zhang Ruoxu. Il était originaire de Yangzhou (province du Jiangsu).
Il ne subsiste que deux poèmes de son œuvre. Nuit de lune et de fleurs sur le fleuve au printemps (Chun jiang hua yue ye), composé de neuf strophes, est l'un des poèmes les plus célèbres de la poésie chinoise.

## Postérité
Transcrit sous forme de pièce orchestrale par Peng Xiuwen (en), l'air Chun jiang hua yue ye est à son tour devenu l'un des plus fameux du répertoire pour guzheng,.
Le calligraphe Wang Dongling (王冬龄) a réalisé en écriture cursive une calligraphie du poème Chun jiang hua yue ye, de six mètres de haut sur onze de large. L'œuvre est conservée au musée d'art de Hong Kong.

## Traductions en français
- Paul Demiéville (dir.), Anthologie de la poésie chinoise classique, Gallimard, « Poésie », Paris, 1962, p. 234-236
- François Cheng, Entre source et nuage. Voix de poètes dans la Chine d'hier et d'aujourd'hui, Albin Michel, 1990, rééd. coll. « Spiritualités vivantes », 2002, p. 19-21